# SF Consumer Entertainment
SF Consumer Entertainment är ett affärsområde inom Bonnierkoncernen som bildades 2011. Det är idag Nordens största aktör inom biografverksamhet och Home Entertainment och består av sex olika bolag indelade i SF Cinema Nordic och SF Home Nordic.
I SF Cinema Nordic ingår företagen:
- SF Bio – biografverksamhet i Sverige
- SF Media – säljer reklamplats på samtliga biografkedjor i Sverige
- SF Kino – biografverksamhet I Norge

I SF Home Nordic ingår företagen
- SF Anytime – video on demand-tjänster i Norden
- Discshop – säljer spel och filmer på nätet i Sverige och Finland
- Homeenter – säljer musik och film i Norden